# Мартинес, Алекс
Алеха́ндро Марти́нес Са́нчес (исп. Alejandro Martínez Sánchez; 12 августа 1990, Севилья) — испанский футболист, полузащитник.

## Карьера
В начале карьеры Мартинес выступал за молодёжную команду «Бетиса», а позже за «Бетис Б» в Сегунде B. В основной команде Алекс дебютировал 11 мая 2011 года, в матче второй лиги с командой Тенерифе.
В Примере Мартинес впервые сыграл 28 августа того же года, во встрече 2-го тура с клубом «Гранада», выйдя на замену на 90-й минуте вместо Джефферсона Монтеро.

## Статистика выступлений
| Клуб             | Сезон            | Чемпионат | Чемпионат | Кубок | Кубок | Еврокубки | Еврокубки | Итого | Итого |
| Клуб             | Сезон            | Игры      | Голы      | Игры  | Голы  | Игры      | Голы      | Игры  | Голы  |
| ---------------- | ---------------- | --------- | --------- | ----- | ----- | --------- | --------- | ----- | ----- |
| Бетис            | 2010/11          | 2         | 0         | 0     | 0     | 0         | 0         | 2     | 0     |
| Бетис            | 2011/12          | 4         | 0         | 1     | 0     | 0         | 0         | 5     | 0     |
| Бетис            | 2012/13          | 13        | 0         | 0     | 0     | 0         | 0         | 13    | 0     |
| Всего за «Бетис» | Всего за «Бетис» | 19        | 0         | 1     | 0     | 0         | 0         | 20    | 0     |
| Всего за карьеру | Всего за карьеру | 19        | 0         | 1     | 0     | 0         | 0         | 20    | 0     |

(откорректировано по состоянию на 1 июня 2013)